# Route Adélie de Vitré 2002
La Route Adélie de Vitré 2002, settima edizione della corsa e valida come evento del circuito UCI categoria 1.3, fu disputata il 5 aprile 2002 su un percorso di 184,2 km. Fu vinta dallo svedese Marcus Ljungqvist al traguardo con il tempo di 4h26'52", alla media di 41,414 km/h.
Al traguardo 83 ciclisti portarono a termine il percorso.

## Ordine d'arrivo (Top 10)
| Pos. | Corridore                | Squadra       | Tempo    |
| ---- | ------------------------ | ------------- | -------- |
| 1    | Marcus Ljungqvist        | Team Fakta    | 4h26'52" |
| 2    | Stéphane Heulot          | Big Mat       | s.t.     |
| 3    | Laurent Brochard         | Jean Delatour | s.t.     |
| 4    | Jérôme Pineau            | Bonjour       | s.t.     |
| 5    | David Moncoutié          | Cofidis       | s.t.     |
| 6    | Eddy Lembo               | Saint-Quentin | s.t.     |
| 7    | Sergio Villamil Gonzalez | Relax         | s.t.     |
| 8    | Sandy Casar              | F. des Jeux   | s.t.     |
| 9    | Christopher Baldwin      | Navigators    | a 4"     |
| 10   | Kirk O'Bee               | Navigators    | a 7"     |